# Gregor Cankar
Gregor Cankar (Celje, 25. siječnja 1975.) je slovenski atletičar koji se natječe u skoku u dalj.

## Natjecanja
Najveći mu je uspjeh osvojena brončana medalja na Svjetskome prvenstvu u Sevilli 1999. godine. Zlatnu medalju je osvojio na  Mediteranskim igrama u Bariju  1997. godine. Sudjelovao je na trima olimpiskim igrama, a najbolji rezultat mu je bilo šesto mjesto na olimpijadi u Atlanti 1996. godine.

### Osobni rekordi
Njegov osobni najbolji skok je i slovenski rekord 8,40 metara, postigao ga je 1997. godine u rodnom Celju.

## Nagrade
Godine 1999. je izabran za Slovenskoga sportaša godine, a iste godne primio je najviše slovensko priznanje u sportu Bloudkovu nagradu.

## Vanjske poveznice
- Iaaf-ov profil Gregora Cankara